# Cylindromyia bakeri
Cylindromyia bakeri är en tvåvingeart som beskrevs av Aldrich 1926. Cylindromyia bakeri ingår i släktet Cylindromyia och familjen parasitflugor.
Artens utbredningsområde är Kuba. Inga underarter finns listade i Catalogue of Life.